# Daihatsu
Daihatsu Motor Co., Ltd. (ダイハツ工業株式会社; Hepburn: Daihatsu Kōgyō Kabushiki-gaisha ) oszakai székhelyű, autókat gyártó multinacionális vállalat.

## Története
A Hacudóki Szeizó (発動機製造) nevű cég 1907-ben alakult, a későbbi Daihatsu (Daihacu) név Oszaka város nevének első betűjéből (大, dai) és a Hacudóki Szeizó első betűjéből alakult ki. A cég 1951-től Daihatsu néven háromkerekű kisteherautókat gyártott. 1958-tól készített négykerekű járműveket, teherautókat, minikocsikat, apró terepjárókat egyaránt. Korai modelljei a Compagno, a Fellow, a Domino, később jött a Charade, a Charmant és az Applause. A Toyota 1967-ben vette át az irányítást a cég fölött, de teljes jogú tulajdonosává csak 1999-re vált.

## Modellek

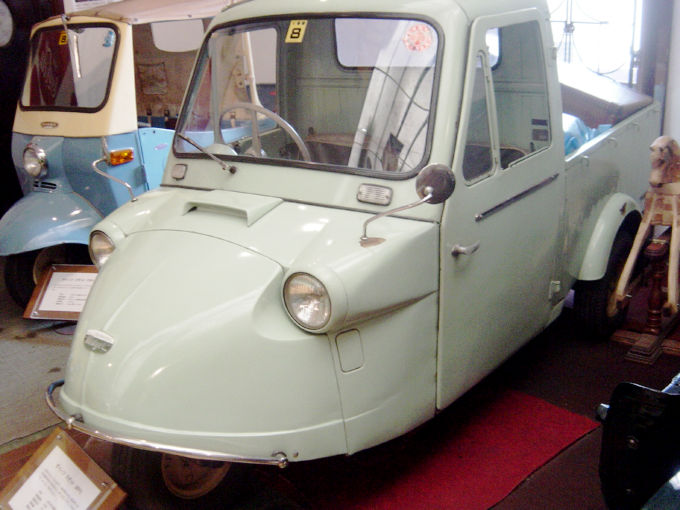
Daihatsu Midget MP4

- Altis / Toyota Corolla Altis, Toyota Camry
- Applause
- Atrai
- Bee
- Ceria
- Charade/Mira/Toyota Yaris
- Charmant
- Compagno
- Consorte
- Copen
- Cuore
- Domino
- Esse
- Grand Move
- Gran Max
- Fellow Max
- Fourtrak
- Hijet
- Materia/Coo
- Max
- Midget
- Move
- Leeza
- Naked
- Opti
- Rocky
- Sirion/Storia / Toyota Duet
- Sirion/Boon / Toyota Passo
- Sonica
- Sportrak
- Tanto
- Taruna
- Terios / Toyota Cami
- Terios/Be-Go / Toyota Rush
- Valera
- Xenia / Toyota Avanza
- YRV